# Lakshmi Mittal
Lakshmi Nivas Mittal, लक्ष्मी निवास मित्तल (Sadulpur, 15 giugno 1950), è un imprenditore indiano, miliardario, che vive e opera a Londra. È proprietario (con il 38%) e presidente di ArcelorMittal, la più grande azienda siderurgica del mondo, e detiene anche una partecipazione dell'11% nella squadra di calcio Queens Park Rangers FC.
Secondo Forbes, nel 2020 è al 196º posto tra le persone più ricche del mondo e al 10° tra le più ricche dell'India con un patrimonio stimato di 14,9 miliardi di dollari.

## Biografia
Mittal è nato in un villaggio nello stato del Rajasthan, in India, ma vive a Kensington, Londra. Ha studiato presso Shri Daulatram Nopany Vidyalaya, a Calcutta, dal 1957 al 1964. Si è diplomato presso il St. Xavier's College di Calcutta, laureandosi all'Università di Calcutta.  Suo padre, Mohanlal Mittal, gestiva un'azienda siderurgica, Nippon Denro Ispat. Nel 1976, a causa del freno alla produzione di acciaio da parte del governo indiano, Lakshmi Mittal aprì a 26 anni il suo primo stabilimento siderurgico PT Ispat Indo a Sidoarjo, East Java, in Indonesia. Fino agli anni '90, le principali risorse della famiglia in India erano un laminatoio a freddo per acciai da lamiera a Nagpur e uno stabilimento di acciai legati vicino a Pune.  Oggi, l'azienda di famiglia, compreso un grande impianto siderurgico integrato vicino a Mumbai, è gestita dai fratelli minori Pramod Mittal e Vinod Mittal, ma Lakshmi non ha alcun legame con questa impresa.
Il giornale Financial Times lo ha nominato Uomo dell'anno del 2006. Nel 2010 il giornale Sunday Times lo ha eletto uomo più ricco del Regno Unito con un patrimonio netto superiore a 22 miliardi di sterline, con un aumento del 108% rispetto all'anno precedente (fonte Sole24OreOnline, classifica Archiviato il 1º giugno 2010 in Internet Archive.).
Nel 2019 ha acquisito in una joint venture insieme alla Nippon Steel per 5,9 miliardi di dollari l'indiana Essar Steel, in amministrazione controllata ed ex controllata dai miliardari Shashi e Ravi Ruia. Ad Acelor il 60%, ai giapponesi il 40%.
Nel gennaio 2021 ha ceduto al figlio Aditya l'incarico di CEO del gruppo ma rimane presidente esecutivo.

## Attività
Lakshmi Mittal è il fondatore e amministratore delegato della ArcelorMittal; la sua compagnia è tra i leader mondiali nella produzione dell'acciaio. La sua multinazionale opera in Lussemburgo,
Romania, Sudafrica, Polonia, Spagna, Algeria, Italia, Indonesia, Kazakistan, Bosnia ed Erzegovina, Repubblica Ceca ed altri ancora.

## Vita privata

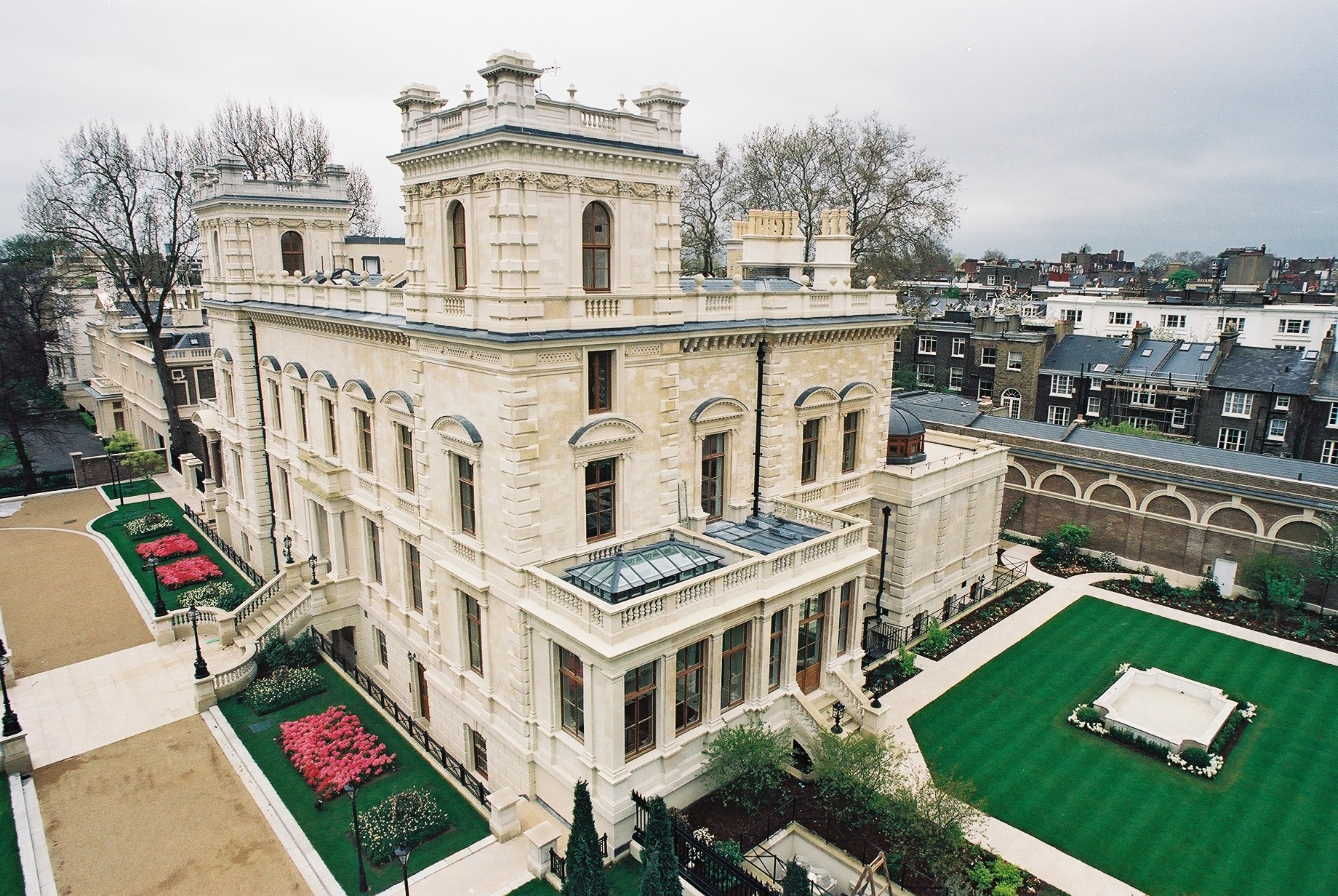
La residenza di Mittal al 18-19 Kensington Palace Gardens di Londra.

È sposato con Usha Kalra. Hanno un figlio, Aditya, e una figlia, Vanisha.
Oltre a due fratelli, Pramod e Vinod, Lakshmi Mittal ha una sorella, Seema Lohia, che ha sposato l'uomo d'affari indonesiano, Sri Prakash Lohia. Ha fatto della sua residenza a Londra al 18-19 Kensington Palace Gardens, che è stata acquistata dal capo della Formula Uno Bernie Ecclestone nel 2004 per 67 milioni di sterline (128 milioni di dollari), la casa più costosa del mondo all'epoca. La casa è decorata con marmo preso dalla stessa cava che riforniva il Taj Mahal. Lo spettacolo di ricchezza è stato definito il "Taj Mittal". Ha 12 camere da letto, una piscina coperta, bagni turchi e un parcheggio per 20 auto. 
Mittal ha anche acquistato il palazzo al 9A Palace Greens, Kensington Gardens, ex ambasciata delle Filippine, per 70 milioni di sterline nel 2008 per sua figlia Vanisha Mittal, sposata con Amit Bhatia, un uomo d'affari. Mittal ha organizzato una sontuosa "accoglienza vegetariana" per Vanisha nella Reggia di Versailles, in Francia. 
Nel 2005, ha anche acquistato un bungalow coloniale per 30 milioni di dollari al n. 22, dr APJ Abdul Kalam Road, New Delhi, una delle strade più esclusive dell'India, occupata da ambasciate e miliardari, e l'ha ricostruita come una casa. 

## Curiosità
- Per i suoi due figli ha organizzato dei matrimoni sfarzosi, spendendo rispettivamente 30 e 65 milioni di dollari.
- Nel 2007 ha donato circa 3 milioni di sterline al Partito Laburista.
- Nel dicembre 2013, la nipote di Mittal, Shrishti Mittal, si è sposata in una celebrazione di tre giorni che ha quasi bloccato Barcellona ed è costata attorno ai 50 milioni di sterline. Circa 200 maggiordomi, cuochi e segretari sono stati trasportati in aereo in Spagna dall'India e dalla Thailandia,  500 gli ospiti che hanno firmato accordi di riservatezza.
- Fu socio di Flavio Briatore e Bernie Ecclestone nella squadra inglese QPR sino al 18 agosto 2011,  quando il duo cedette il proprio pacchetto azionario al magnate malaysiano Tony Fernandes[4].